# Puerta de Toledo

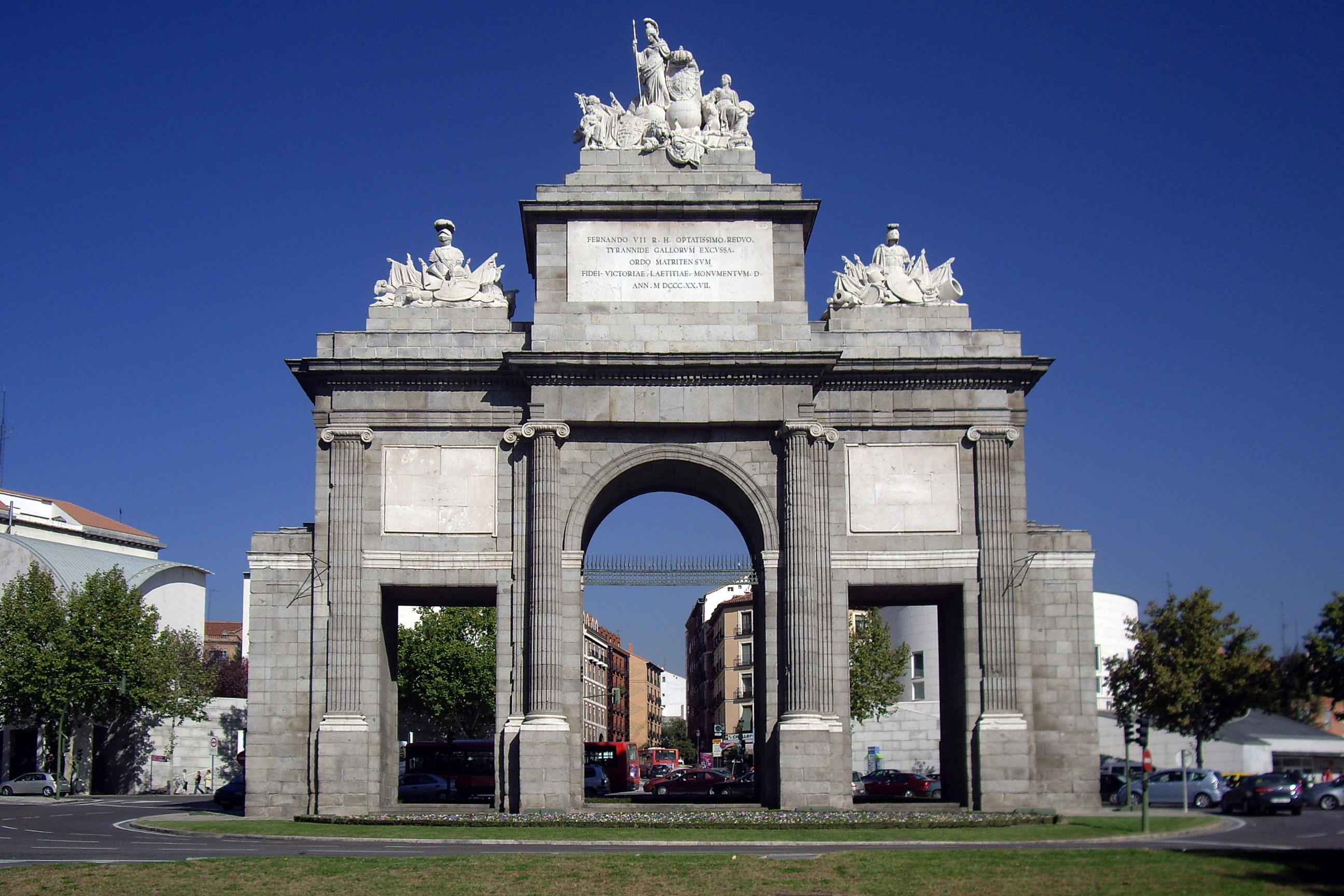
Blick nach Norden

Die Puerta de Toledo ist ein in der ersten Hälfte des 19. Jahrhunderts in Form eines Triumphbogens errichtetes Stadttor in Madrid. Es steht auf einer Verkehrsinsel an der Kreuzung Ronda de Toledo/Ronda de Segovia/Calle de Toledo und ist für Fußgänger nicht zu erreichen. Eine U-Bahn-Station der Linie 5 trägt denselben Namen.

## Geschichte

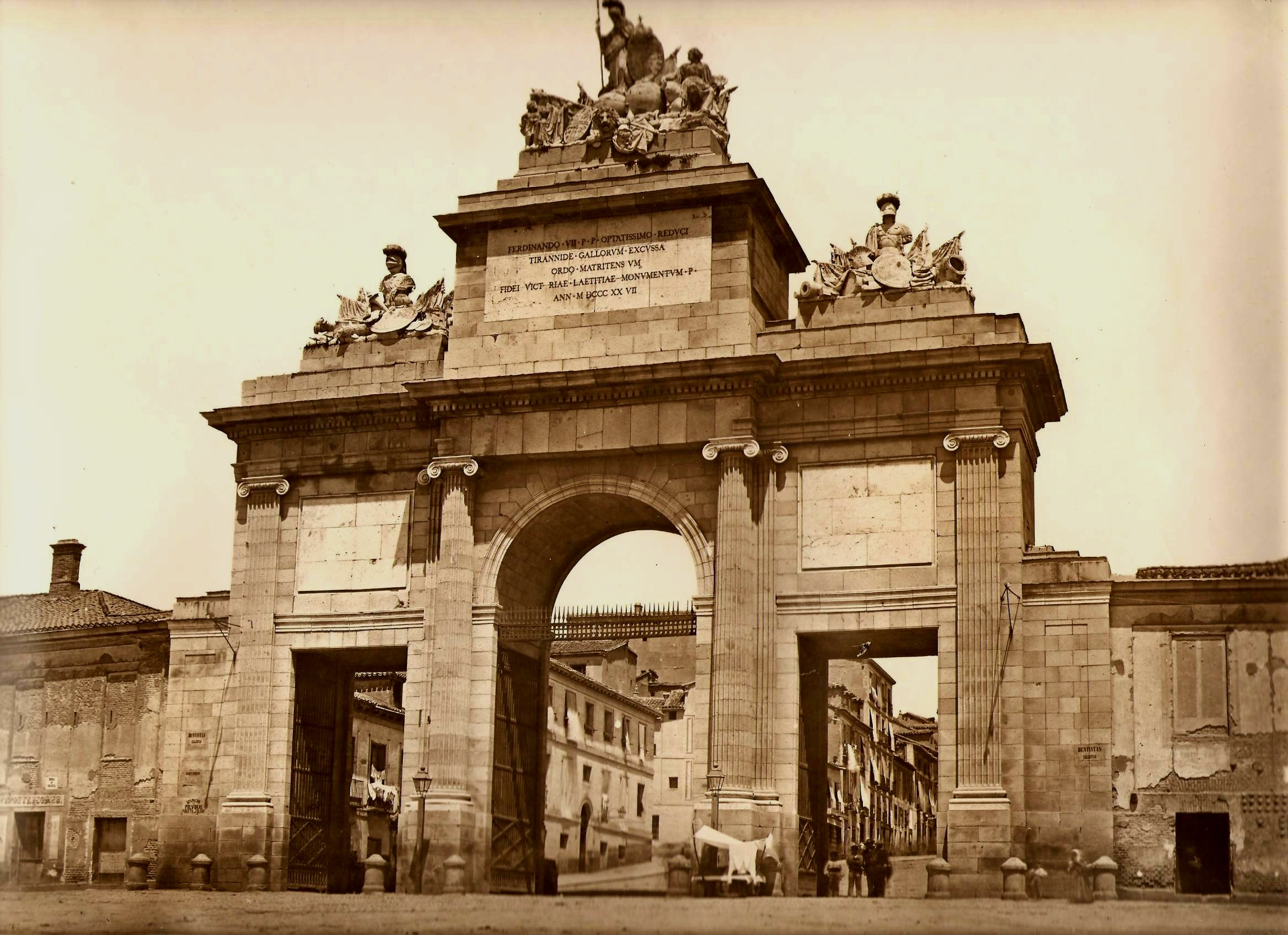
Historische Ansicht (1865)

Die heutige Puerta de Toledo ist bereits der dritte Torbau, der diesen Namen trägt. Der zweite befand sich bei der Errichtung der vierten Stadtmauer unter Philipp IV. 1625 in der Nähe des heutigen Bauwerks. Der Name rührt daher, dass hier die Landstraße in Richtung Toledo begann.
Erste Pläne zum repräsentativen Umbau des Stadttores gab es bereits zur Zeit der Napoleonischen Besetzung Spaniens (1808–1813) unter König Joseph Bonaparte. Das Ende der Besetzung bedeutete jedoch auch das Ende dieses Vorhabens. Stattdessen beauftrage Stadtverwaltung den Architekten Antonio López Aguado mit dem Bau eines Triumphbogens anlässlich der Restauration der Bourbonen unter Ferdinand VII.
Die Arbeiten dauerten von 1813 bis 1827. Die Stadtmauer wurde 1868 geschleift, die Puerta de Toledo sowie die Puerta de Alcalá sind als einzige Stadttore erhalten.

## Architektur

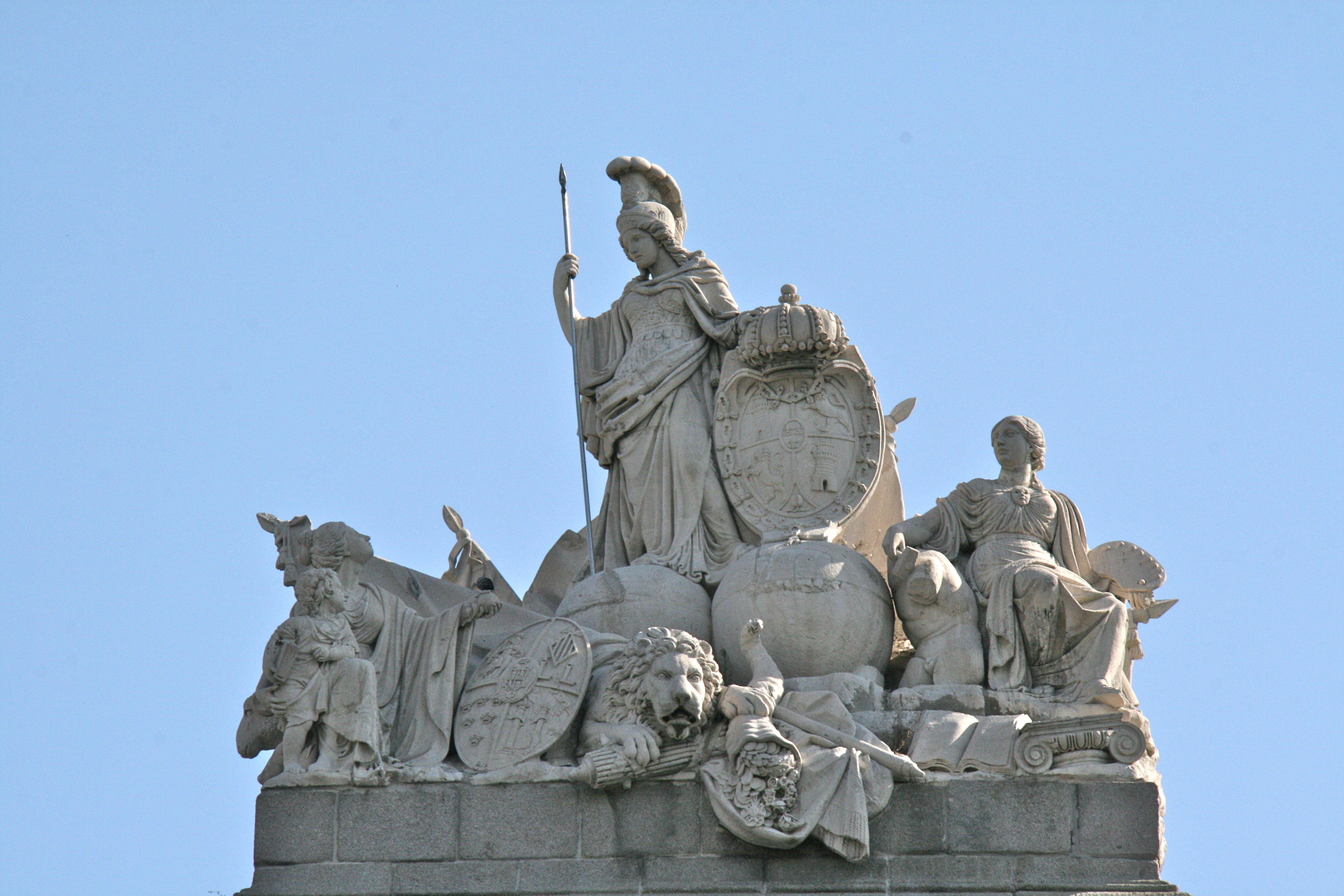
Allegorie Spaniens

Die im klassizistischen Stil erbaute Puerta di Toledo hat drei Öffnungen: eine mittlere Bogendurchfahrt und zwei seitliche Fußgängertore. Als Fassadenmaterial wurde hauptsächlich grauer Granit verwendet. Die dekorativen Elemente bestehen aus hellem Kalkstein. Die Fassade wird durch ionische Pilaster gegliedert. Ausgenommen ist der zentrale Bogen, der stadteinwärts von zwei ionischen Halbsäulen eingerahmt wird. Farbe und Form haben dem Tor den Spitznamen Elefant eingetragen.
Das Tor wird von zwei Figurengruppen bekrönt. Stadtauswärts blickt eine mit Helm, Harnisch und Speer bewaffnete Allegorie Spaniens auf das Volk in Form einer Mutter mit ihrem Kind. Diese reicht der zentralen Figur eine Frucht. Hinter ihr sitzt ein Schaf. Zu ihrer Linken sitzt die Allegorie der Kunst und Wissenschaften, die sich auf einen Torso stützt und eine Farbpalette und einen Hammer in den Händen hält. Zu ihren Füßen liegen ein Kapitell und Bücher. Die Figuren sind von allerlei symbolischen Objekten, unter anderem einem Löwen, Fasces und einem Füllhorn umgeben. Die Allegorie hält das Wappenschild der Bourbonen.
Stadteinwärts halten zwei Putten das Wappen Madrids. Sie sind von militärischen Motiven, nämlich Kanonen, Trommeln und Standarten umgeben. Je zwei Trophäen befinden sich beidseitig der Figurengruppen.
Die Unter den Figurengruppen huldigt die Stadt in Latein König Ferdinand VII., Vater des Vaterlandes, der zu seinem Volk zurückgekehrt ist und die französische Besetzung beendet hat.